# Łewkiw (obwód żytomierski)
Łewkiw (ukr. Левків, hist. pol. Lewków) – wieś na Ukrainie, w obwodzie żytomierskim, w rejonie żytomierskim, w hromadzie Hłyboczycia. W 2001 liczyła 2886 mieszkańców, spośród których 2851 wskazało jako ojczysty język ukraiński, 28 rosyjski, 5 mołdawski, 1 białoruski, a 1 inny.